# Коринтианс (пляжный футбольный клуб)
«Коринтианс» (порт. Corinthians) — бразильский пляжный футбольный клуб из города Сан-Паулу. Команда является официальным отделением пляжного футбола при футбольном клубе «Коринтианс».

## История
«Коринтианс» был приглашён на первый розыгрыш Клубного Мундиалито 2011 года, который состоялся в штате Сан-Паулу. Команда с такими звёздами пляжного футбола как Бенжамин и Буру сумела выйти из группы, но остановилась на стадии 1/4 финала, где уступила «Васко да Гама» (2:5).
На Кубке Бразилии 2011 года команда заняла третье место, обыграв в решающем матче «Фламенго» (5:2). В марте 2012 года «Коринтианс» стал победителем чемпионата Бразилии (Campeonato Brasileiro), а игроки команды были отмечены следующими наградами: Андресон — лучший игрок, а Мао — лучший вратарь.
Благодаря драфту на Мундиалито 2012 года в команде появилось трио игроков Андре — Буру — Крашенинников, которые ранее вместе играли в составе российского IBS. На стадии четвертьфинала «Коринтианс» вновь встретился с «Васко да Гама», которой на этот раз уступили со счётом 0:1.
На третьем Мундиалито команда под руководством Жилберто да Коста вышла в финал, где её соперником стало «Фламенго». Основное время матча завершилось со счётом 3:3, а в серии пенальти благодаря голу Бруно Шавьер «Коринтианс» оказался сильнее и завоевал своей первый и единственный трофей на международном уровне. Кроме того Мао был признан лучшим игроком и вратарём турнира.
В 2015 году «Коринтианс» на Мундиалито впервые не смог преодолеть групповой этап и покинул турнир. Следующий турнир 2017 года с россиянами Артуром Папоротным и Дмитрием Шишиным в составе команда завершила на третьем месте, где в решающей игре обыграла «Фламенго» (3:2).
Летом 2017 года клуб впервые стал победителем Лиги Паулисты, обыграв в финале «Сантос» (5:1). Финальная игра чемпионата Бразилии 2021 года против «Анчиеты» завершилась поражением «Коринтианс» со счётом 2:7. Тем не менее игроку команды Эдсону Халку удалось стать лучшим бомбардиром турнира.
На международном турнире в Сан-Себастьяне (Clubs Challenger Cup São Sebastião) в сентябре 2022 года «Коринтианс» занял второе место, уступив парагвайскому «Насьоналю». Игрок команды Мао был отмечен призом лучшего вратаря, а Зе Лукас стал лучшим бомбардиром с 5 забитыми голами.

## Достижения
- Чемпион Бразилии: 2012
- Победитель Московского международного кубка: 2024
- Победитель Клубного Мундиалито: 2013
- Победитель Лиги Паулиста: 2017, 2019, 2020, 2023, 2024

## Статистика
Клубный Мундиалито по пляжному футболу:
- 2011 — 1/4 финала
- 2012 — 1/4 финала
- 2013 — победитель
- 2015 — групповой этап
- 2017 — третье место